# Stacey Smith?
Stacey R. Smith? (* 28. Oktober 1972 als Robert Joseph Smith in Australien) ist eine australisch-kanadische Mathematikerin, die durch ihre wissenschaftliche Arbeit über Zombies international bekannt wurde. Sie veröffentlichte außerdem mehrere Bücher über die Fernsehserie Doctor Who sowie ein Lehrbuch über den Einsatz mathematischer Modelle zur Untersuchung von Infektionskrankheiten.
Das Fragezeichen ist offiziell Teil ihres Namens.

## Leben
Smith? studierte an der Macquarie University in Sydney Mathematik und erhielt 1994 ihren Bachelor-Abschluss. Danach wechselte sie an die kanadische McMaster University, wo sie 1996 den Master erhielt und 2001 promovierte. In ihrer Doktorarbeit untersuchte sie die Technik Self-cycling fermentation, die in der Abwasseraufbereitung und der Beseitigung von Giftmüll angewendet werden kann.
Nach ihrer Promotion arbeitete sie an der University of Western Ontario, wo sie sich erstmals mit der mathematischen Untersuchung von Krankheiten auseinandersetzte, an der University of California, Los Angeles sowie an der University of Illinois at Urbana-Champaign. Während sie in den Vereinigten Staaten lebte, nahm Smith? zusätzlich zur australischen die kanadische Staatsbürgerschaft an.
Heute ist Smith? als Associate Professor an der Universität Ottawa tätig. 2008 veröffentlichte sie das Lehrbuch Modelling Disease Ecology with Mathematics. 2009 war Smith? an der Erstellung einer Arbeit beteiligt, in welcher der Ausbruch einer Zombie-Epidemie mathematisch modelliert wurde. Über diese Arbeit wurde auch in internationalen Medien berichtet. Smith? veröffentlichte in den folgenden Jahren weitere Artikel sowie ein Buch über Zombies.
Weitere Medienbeachtung erhielt Smith? durch eine Veröffentlichung mit ihrer Studentin Valerie Tweedle aus dem Jahr 2012, in welcher der Medienhype um den Popsänger Justin Bieber untersucht wird.